# Jeux des îles
I Jeux des îles (in italiano Giochi delle isole) sono dei giochi sportivi amichevoli giovanili a cadenza annuale che prevede la competizione tra gli atleti rappresentanti le maggiori isole, con sovranità o senza, in diverse discipline olimpiche. La manifestazione è organizzata dal Comité d'Organisation des Jeux des Iles (COJI).

## Storia
L'idea di creare i Giochi delle Isole come strumento di integrazione tra i giovani venne in mente già nel 1989 a Pierre Santoni, presidente del Comitato regionale olimpico e sportivo della Corsica. Solo nell'aprile 1997 però, con l'aiuto del Rappresentante del Governo delle Isole Baleari Marcel.lí Got Ramis, la sua idea prese corpo e nel giugno dello stesso anno si svolse la I edizione dei Giochi: ovviamente fu scelta come isola ospitante la "patria" del fondatore, ovvero la Corsica e oltre all'isola francese parteciparono soltanto Madera, Sicilia e Sardegna con l'aggiunta della Liguria (partecipante in rappresentanza delle origini liguri dell'isola di San Pietro).
Nell'ottobre 1997 a Funchal, nell'isola di Madera, fu stabilito il calendario annuale dei giochi, che sanciva le sedi ospitanti fino all'edizione del 2004: la II edizione si sarebbe svolta ancora in Corsica poi Sicilia (1999), Madeira (2000), Baleari (2001), Sardegna (2002), Azzorre (2003) e Canarie (2004).
Nel febbraio 1998 ad Ajaccio in Corsica venne creato ufficialmente il Comitato d'Organizzazione dei Giochi delle Isole (COJI) composto dalle isole Azzorre, Baleari, Canarie, Corsica, Madeira, Malta, Sardegna e Sicilia, con l'adozione dello Statuto e del Regolamento Interno.
Nel 2000 aderirono al COJI le isole di Capo Verde (prima isola non europea) e Creta.
Nel 2001 invece entrarono a far parte del Comitato anche le isole di Corfù e di Martinica.
Nell'ottobre 2001 Juan Antonio Samaranch venne nominato Presidente d'onore del COJI ed entrò a farne parte anche l'isola di Guadalupa. L'edizione 2005 venne assegnata a Creta e quella del 2006 a Martinica: quest'ultima rinuncerà e l'edizione sarà affidata alla Sicilia.
Nel 2002 si registra l'adesione ai Giochi delle isole di Wight, Riunione e Mayotte.
Il 2004 fu l'anno dell'adesione dell'isola di Jersey, mentre nel 2006 entrarono l'isola croata di Curzola e l'italiana Isola d'Elba. Proprio Elba avrebbe dovuto ospitare l'edizione del 2009 ma rinunciò, poi ci riprovò nel 2013, ma cedette la mano per mancanza di fondi pertanto all'ultimo si disputò tale edizione ad Ajaccio. Fu invitata a riprovarci nel 2014 ma nuovamente non fu l'isola toscana a ospitare i Giochi, e dopo la rinuncia della Sardegna, per non interrompere la cadenza annuale che da sempre ha contraddistinto la manifestazione, fu Pierre Santoni a voler l'edizione ancora una volta, per il secondo anno consecutivo (non accadeva dalle prime due edizioni) in Corsica.
Dopo le edizioni dal 2014 al 2018 rispettivamente alle Isole Azzorre, Baleari, un ritorno nei caraibi a Martinica e in Sicilia, nel 2019 sarebbe dovuto toccare all'Isola d'Elba, ma ancora una volta l'edizione nell'isola toscana saltò causa inagibilità degli impianti e il COJI decise di dirottare la manifestazione in Corsica, per la prima volta però a Bastia e non Ajaccio.

## Partecipanti
Nelle quattordici edizioni il numero delle isole partecipanti è cambiato di edizione in edizione, dato che le delegazioni non sono obbligate a partecipare all'evento. Sono comunque 23 le isole iscritte al COJI che hanno partecipato almeno a un'edizione:
- Azzorre
- Baleari
- Canarie
- Capo Verde
- Cipro
- Corfù
- Corsica
- Creta
- Isola d'Elba
- Isole Fær Øer
- Gibilterra
- Guadalupa
- Haiti
- Jersey
- Curzola
- Madera
- Malta
- Martinica
- Mayotte
- Polinesia francese
- Riunione
- Sardegna
- Sicilia
- Isola di Wight
- Isola d'Ischia

Da segnalare anche la presenza della Penisola di Gibilterra, che pur non essendo un'isola ha partecipato a numerose edizioni, poiché considerata territorio indipendente e "isolato".
Nel 1997 una rappresentativa della Liguria partecipò e vinse nell'atletica leggera. Pur non essendo un'isola, fu invitata al posto dell'isola di San Pietro, geograficamente sarda, ma dalle tradizioni liguri. Nell'edizione 2017, tenutasi per la prima volta a Martinica, ha fatto l'esordio la Guiana Francese, che anch'essa seppur non un'isola, ma un territorio nel continente sudamericano, è legata all'isola caraibica per vicinanza e per cultura in quanto anch'essa dipartimento d'oltremare francese.

## Edizioni
| Anno | Edizione            | Sede                     | Sede                     |
| 1997 | I Jeux des îles     | Corsica (bandiera)       | Corsica (bandiera)       |
| 1997 | I Jeux des îles     | Ajaccio                  | Corsica                  |
| 1998 | II Jeux des îles    | Corsica (bandiera)       | Corsica (bandiera)       |
| 1998 | II Jeux des îles    | Ajaccio                  | Corsica                  |
| 1999 | III Jeux des îles   | Sicilia (bandiera)       | Sicilia (bandiera)       |
| 1999 | III Jeux des îles   | Palermo                  | Sicilia                  |
| 2000 | IV Jeux des îles    | Madera (bandiera)        | Madera (bandiera)        |
| 2000 | IV Jeux des îles    | Funchal                  | Madeira                  |
| 2001 | V Jeux des îles     | Isole Baleari (bandiera) | Isole Baleari (bandiera) |
| 2001 | V Jeux des îles     | Palma di Maiorca         | Baleari                  |
| 2002 | VI Jeux des îles    | Sardegna (bandiera)      | Sardegna (bandiera)      |
| 2002 | VI Jeux des îles    | Cagliari                 | Sardegna                 |
| 2003 | VII Jeux des îles   | Azzorre (bandiera)       | Azzorre (bandiera)       |
| 2003 | VII Jeux des îles   | São Miguel               | Azzorre                  |
| 2004 | VIII Jeux des îles  | Isole Canarie (bandiera) | Isole Canarie (bandiera) |
| 2004 | VIII Jeux des îles  | Las Palmas               | Canarie                  |
| 2005 | IX Jeux des îles    |                          |                          |
| 2005 | IX Jeux des îles    | Iraklio                  | Creta                    |
| 2006 | X Jeux des îles     | Sicilia (bandiera)       | Sicilia (bandiera)       |
| 2006 | X Jeux des îles     | Palermo                  | Sicilia                  |
| 2007 | XI Jeux des îles    | Corsica (bandiera)       | Corsica (bandiera)       |
| 2007 | XI Jeux des îles    | Ajaccio                  | Corsica                  |
| 2008 | XII Jeux des îles   |                          |                          |
| 2008 | XII Jeux des îles   | Basse-Terre              | Guadalupa                |
| 2009 | XIII Jeux des îles  | Isole Baleari (bandiera) | Isole Baleari (bandiera) |
| 2009 | XIII Jeux des îles  | Palma di Majorca         | Baleari                  |
| 2010 | XIV Jeux des îles   | Azzorre (bandiera)       | Azzorre (bandiera)       |
| 2010 | XIV Jeux des îles   | São Miguel               | Azzorre                  |
| 2011 | XV Jeux des îles    | Sicilia (bandiera)       | Sicilia (bandiera)       |
| 2011 | XV Jeux des îles    | Palermo                  | Sicilia                  |
| 2012 | XVI Jeux des îles   | Sardegna (bandiera)      | Sardegna (bandiera)      |
| 2012 | XVI Jeux des îles   | Cagliari                 | Sardegna                 |
| 2013 | XVII Jeux des îles  | Corsica (bandiera)       | Corsica (bandiera)       |
| 2013 | XVII Jeux des îles  | Ajaccio                  | Corsica                  |
| 2014 | XVIII Jeux des îles | Corsica (bandiera)       | Corsica (bandiera)       |
| 2014 | XVIII Jeux des îles | Ajaccio                  | Corsica                  |
| 2015 | XIX Jeux des îles   | Azzorre (bandiera)       | Azzorre (bandiera)       |
| 2015 | XIX Jeux des îles   | Angra do Heroísmo        | Azzorre                  |
| 2016 | XX Jeux des îles    | Isole Baleari (bandiera) | Isole Baleari (bandiera) |
| 2016 | XX Jeux des îles    | Palma di Majorca         | Baleari                  |
| 2017 | XXI Jeux des îles   | Martinica (bandiera)     | Martinica (bandiera)     |
| 2017 | XXI Jeux des îles   | Fort-de-France           | Martinica                |
| 2018 | XXII Jeux des îles  | Sicilia (bandiera)       | Sicilia (bandiera)       |
| 2018 | XXII Jeux des îles  | Catania                  | Sicilia                  |
| 2019 | XXIII Jeux des îles | Corsica (bandiera)       | Corsica (bandiera)       |
| 2019 | XXIII Jeux des îles | Bastia                   | Corsica                  |
| 2022 | XXIV Jeux des îles  | Isole Baleari (bandiera) | Isole Baleari (bandiera) |
| 2022 | XXIV Jeux des îles  | Palma di Majorca         | Baleari                  |
| 2023 | XXV Jeux des îles   | Corsica (bandiera)       | Corsica (bandiera)       |
| 2023 | XXV Jeux des îles   | Bastia                   | Corsica                  |
| 2024 | XXVI Jeux des îles  | Corsica (bandiera)       | Corsica (bandiera)       |
| 2024 | XXVI Jeux des îles  | Porto Vecchio            | Corsica                  |
| ---- | ------------------- | ------------------------ | ------------------------ |

## Sport
Gli sport inseriti ufficialmente nel calendario di ogni edizione della manifestazione sono i seguenti:
- Atletica leggera
- Ginnastica
- Judo
- Football
- Nuoto
- Pallacanestro
- Pallamano
- Pallavolo
- Tennis
- Tennistavolo
- Vela

- Triathlon
- Scherma

Bisogna specificare che, per risparmiare sui costi di ogni singola spedizione e per comprimere le edizioni in pochi giorni, gli sport di squadra prevedono alternativamente il torneo maschile e quello femminile: negli anni pari si disputano i tornei di pallavolo maschile e pallacanestro femminile, viceversa negli anni dispari si disputano i tornei di pallavolo femminile e pallacanestro maschile.
Inoltre nelle varie edizioni si sono susseguiti diversi tornei di discipline considerate dimostrative quali:
- Bocce
- Calcio a 7
- Badminton
- Canottaggio
- Kung Fu
- Karate
- Rugby
- Sollevamento pesi
- Scacchi
- Taekwondo
- Tiro con l'arco

### Discipline per disabili
Dall'edizione siciliana del 2011 per la prima volta vengono inserite alcune discipline per diversamente abili. Le prime per questa edizione sono:
- Atletica leggera
- Nuoto
- Tennistavolo

## Albo d'oro
A differenza di altre manifestazioni multidisciplinari (come i Giochi olimpici) tutte le discipline, non solo consegnano medaglie per ogni specialità, ma vanno a stilare una classifica a punti che poi decreterà il vincitore di tutta la manifestazione. L'albo d'oro è infatti:
| # | Nazione       | Oro | Argento | Bronzo | Totale |
| - | ------------- | --- | ------- | ------ | ------ |
| 1 | Sicilia       | 7   | 1       | 1      | 9      |
| 2 | Isole Canarie | 5   | 6       | -      | 11     |
| 3 | Sardegna      | 1   | 5       | 5      | 11     |
| 4 | Isole Baleari | 1   | 2       | 2      | 5      |
| 5 | Madera        | -   | -       | 2      | 2      |
| 6 | Martinica     | -   | -       | 2      | 2      |
| 7 | Creta         | -   | -       | 1      | 1      |
| 8 | Guadalupa     | -   | -       | 1      | 1      |